# بوليفيانو بوليفي
البوليفيانو (بالإسبانية: boliviano)‏ (رمز العملة:Bs، رمز أيزو 4217: BOB) هي العملة المستخدمة في بوليفيا. تنقسم إلى 100 سنت أو سنتافو باللغة الإسبانية. أعلن مدير بنك بوليفيا المركزي، بابلو راموس في أبريل 2018 عن إدخال سلسلة جديدة من الأوراق النقدية، بدءًا من فئة 10 بوليفيانو، حتى فئة 200 البوليفيانو التي أصدرت في أبريل 2019. حصلت السلسة الجديدة من الأوراق النقدية على العديد من الجوائز مثل أفضل الأوراق النقدية في أمريكا اللاتينية.

## العملات المعدنية
| القيمة      | القطر    | الوزن     | التكوين | الوجه                                                  | الظهر                                                                          | تاريخ الإصدار |
| ----------- | -------- | --------- | --- | ------------------------------------------------------ | ------------------------------------------------------------------------------ | ------------- |
| 10 سنتافو   | 18.9 ملم | 1.85 جرام | فولاذ مطلي بالنحاس                                                                                         | "LA UNIÓN ES LA FUERZA"; "10 CENTAVOS"; تاريخ الإصدار  | "ESTADO PLURINACIONAL DE BOLIVIA" (دولة بوليفيا متعددة القوميات)، شعار بوليفيا | 2010          |
| 20 سنتافو   | 22 ملم   | 3.25 جرام | النيكل | "LA UNIÓN ES LA FUERZA"; "20 CENTAVOS"; تاريخ الإصدار  | "ESTADO PLURINACIONAL DE BOLIVIA" (دولة بوليفيا متعددة القوميات)، شعار بوليفيا | 2010          |
| 50 سنتافو   | 24 ملم   | 3.75 جرام | فولاذ مقاوم للصدأ                                                                                          | "LA UNIÓN ES LA FUERZA"، "50 CENTAVOS"، تاريخ الإصدار  | "ESTADO PLURINACIONAL DE BOLIVIA" (دولة بوليفيا متعددة القوميات)، شعار بوليفيا | 2010          |
| 1 بوليفيانو | 27 ملم   | 5 جرام    | فولاذ مقاوم للصدأ                                                                                          | "LA UNIÓN ES LA FUERZA"، "1 BOLIVIANO"، تاريخ الإصدار  | "ESTADO PLURINACIONAL DE BOLIVIA" (دولة بوليفيا متعددة القوميات)، شعار بوليفيا | 2010          |
| 2 بوليفيانو | 29 ملم   | 7 جرام    | فولاذ مقاوم للصدأ                                                                                          | "LA UNIÓN ES LA FUERZA"، "2 BOLIVIANOS"، تاريخ الإصدار | "ESTADO PLURINACIONAL DE BOLIVIA" (دولة بوليفيا متعددة القوميات)، شعار بوليفيا | 2010          |
| 5 بوليفيانو | 23 ملم   | 5 جرام    | عملة معدنية ثنائية المعدن تتكون من مركز من الفولاذ المطلي بالبرونز مع حلقة خارجية من الفولاذ المقاوم للصدأ | "LA UNIÓN ES LA FUERZA"، "5 BOLIVIANOS"، تاريخ الإصدار | "ESTADO PLURINACIONAL DE BOLIVIA" (دولة بوليفيا متعددة القوميات)، شعار بوليفيا | 2010          |

## الأوراق النقدية
| الصورة | القيمة        | اللون الأساسي | الوجه                   | الظهر                                              | العلامة المائية |
| ------ | ------------- | ------------- | ----------------------- | -------------------------------------------------- | --------------- |
|        | 2 بوليفيانو   | رمادي         | أنطونيو فاكا دييز       | ملجأ باندو                                         | سيمون بوليفار   |
|        | 5 بوليفيانو   | أخضر          | أديلا زاموديو           | كنيسة فيرجن ديل سوكافون                            | سيمون بوليفار   |
|        | 10 بوليفيانو  | أزرق          | سيسيليو جوزمان دي روخاس | نصب هيرويناس دي لا كورونيلا في كوتشابامبا          | سيمون بوليفار   |
|        | 20 بوليفيانو  | برتقالي       | بانتاليون دالينس        | كاسا دورادا في تاريخا                              | سيمون بوليفار   |
|        | 50 بوليفيانو  | بنفسجي        | ميلكور بيريز دي هولغوين | توري دي لا كومبانيا                                | سيمون بوليفار   |
|        | 100 بوليفيانو | أحمر          | غابرييل رينيه مورينو    | جامعة سان فرانسيسكو إكزافييه دي تشوكيساكا في سوكري | سيمون بوليفار   |
|        | 200 بوليفيانو | بني           | فرانز تامايو            | تياهواناكو                                         | سيمون بوليفار   |

| الصورة | القيمة        | اللون الأساسي | الوجه                                                                                        | الظهر                                                                           | العلامة المائية                    |
| ------ | ------------- | ------------- | -------------------------------------------------------------------------------------------- | ------------------------------------------------------------------------------- | ---------------------------------- |
|        | 10 بوليفيانو  | أزرق          | خوسيه سانتوس فارغاس، أبيا غوايكي، يوستاكيو مينديز. كهف أوماجالانتا (حديقة توروتورو الوطنية)  | منظر من جزيرة ديل بيسكادو في سالار دو أويوني. طائر الطنان العملاق وبويا ريموندي | خوسيه سانتوس فارغاس ورقم 10        |
|        | 20 بوليفيانو  | برتقالي       | جينوفيفا ريوس وتوماس كاتاري وبيدرو إجناسيو مويبا. قلعة ساماي باتا                            | كيمن أسود وقابوق جميل                                                           | جينوفيفا ريوس ورقم 20              |
|        | 50 بوليفيانو  | بنقفسجي       | خوسيه مانويل باكا، برونو راكوا، بابلو زارات.                                                 | نيفادو ساخاما، نحام الأنديز، كينوا                                              | خوسيه مانويل باكا والغيتار ورقم 50 |
|        | 100 بوليفيانو | أحمر          | خوانا أزوردوي دي باديلا، أليخو كالاتايود، أنطونيو خوسيه دي سوكري. دار السك الوطنية البوليفية | شلال أركو ايريس، هيليكونيا روستراتا، مكاو ياقوتي                                |                                    |
|        | 200 بوليفيانو | بني           | توباك كاتاري، بارتولينا سيسا، سيمون بوليفار. بيت الحرية                                      | تيواناكو، كانتوا بوكسيفوليا، قط الأنديز                                         |                                    |

## وصلات خارجية
- (بالإسبانية) موقع البنك المركزي لبوليفيا